# Manasés (sumo sacerdote)
Mannasés fue un Sumo Sacerdote judío (ca. 245-240 a. C.) durante el tiempo del Segundo Templo. Era hijo de Jadúa y hermano de Onías I.
Fue sucedido por el hijo de su sobrino, Onias II.